# 長崎県立高島高等学校
長崎県立高島高等学校（ながさきけんりつたかしまこうとうがっこう, Nagasaki Prefectural Takashima High School）は、長崎県西彼杵郡高島町（現・長崎市）にあった県立高等学校。
かつて高島炭鉱で栄えた島であったが、1986年（昭和61年）の炭鉱閉山により、人口が急激に減少し、高等学校の閉校が決定された。

## 概要
設置課程・学科
全日制課程 普通科
校訓
「向上・自律・剛健」
校章
以下のモチーフを組み合わせて校章が製作されている。
- 「柏の葉」 - 分校時代に本校であった長崎西高等学校の校章。
- 「白波」 - 島を囲む海
- 「Tの文字」- 炭鉱を象徴するつるはしの形に似ていることから。また、高島（Takashima）の頭文字でもある。
- 「高の文字」（俗字体のハシゴ高）- 高島の「高」でもあり、高等学校の「高」でもある。

校歌
タイトルは「汗と力に映ゆるなり　母校の道に映ゆるなり」。作詞は風木雲太郎作曲は寺崎良平（当時長崎県立女子短期大学教授）による。

## 沿革

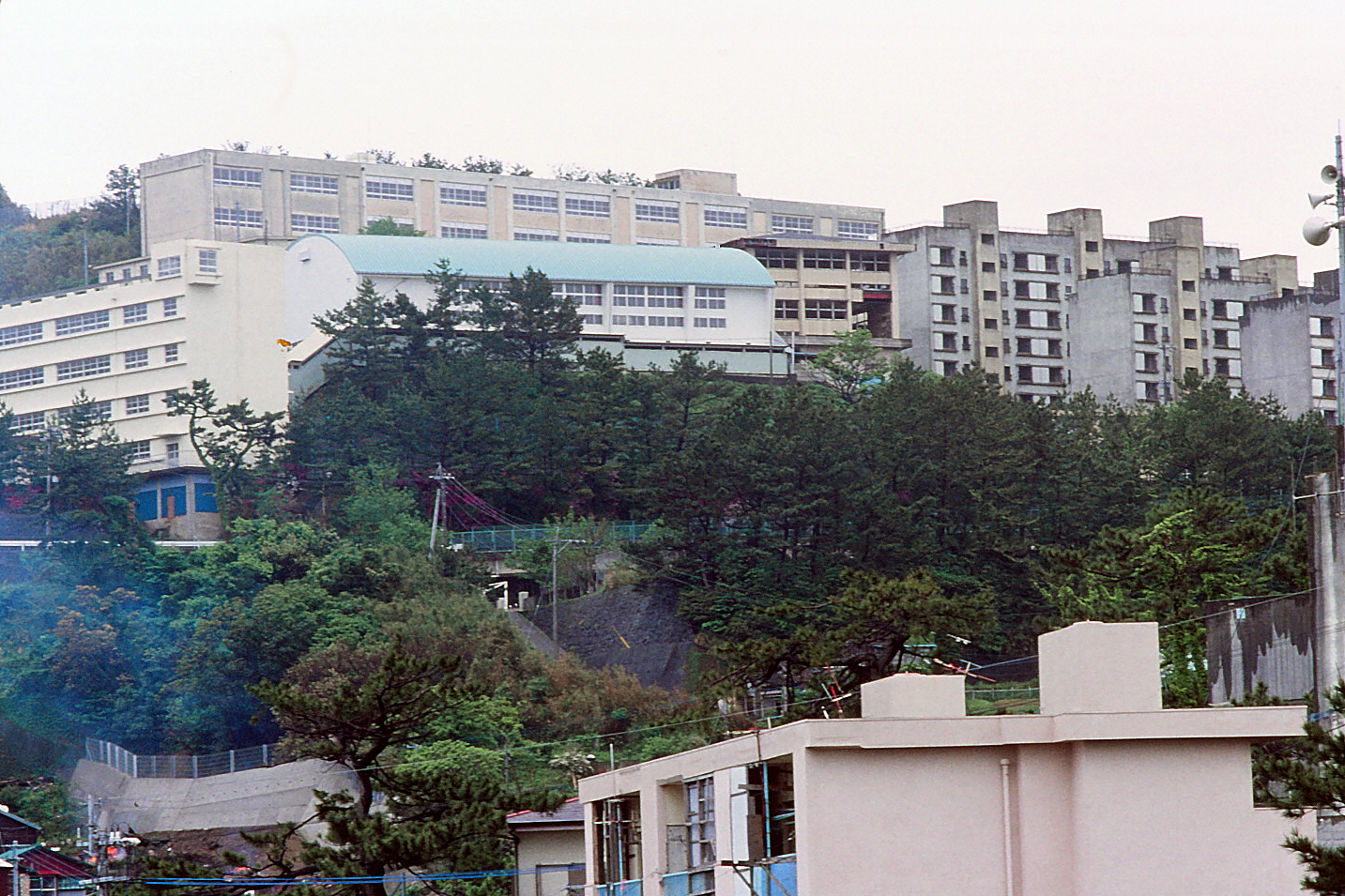
手前が高島中学校
後方が高島高等学校
（1992年撮影）

- 1949年（昭和24年）6月1日 - 「長崎県立長崎西高等学校高島分校」（定時制課程 普通科）として開校。
- 1957年（昭和32年）4月 - 募集定員を80名に変更。
- 1960年（昭和35年）4月 - 「長崎県立高島高等学校」として独立。
- 1962年（昭和37年）4月 - 全日制普通科に切り替え。
- 1964年（昭和39年）
  - 1月19日 - 校歌（汗と力に映ゆるなり　母校の道に映ゆるなり）を制定。
  - 4月 - 定時制普通科を廃止。
- 1968年（昭和43年）
  - 6月3日 - 長崎県高総体男子バレーボール優勝。
  - 6月8日 - 体育館が完成。
- 1972年（昭和47年）3月22日 - 格技場が完成。
- 1985年（昭和60年）6月2日 - 長崎県高総体空手道部男子総合優勝。
- 1989年（平成元年）3月4日 - 最後の卒業式および閉校式を実施。40年の歴史に幕を閉じる。